# Nemesrempehollós
Nemesrempehollós [nemeš-rempe-hollóš] je obec v Maďarsku v župě Vas, spadající pod okres Körmend. Nachází se asi 14 km severovýchodně od Körmendu, 20 km jihozápadně od Szombathely a asi 223 km jihozápadně od Budapešti. V roce 2015 zde žilo 295 obyvatel.
V obci se nachází křižovatka vedlejších silnic 8705 a 8706. Nachází se zde římskokatolický kostel svaté Rozálie a dva hřbitovy.

## Sousední obce
| Růžice kompasu |               | Sorokpolány      | Sorkikápolna | Růžice kompasu |
| Růžice kompasu | Egyházasrádóc | Sever            | Rábahídvég   | Růžice kompasu |
| Růžice kompasu | Egyházasrádóc | Nemesrempehollós | Rábahídvég   | Růžice kompasu |
| Růžice kompasu | Egyházasrádóc | Jih              | Rábahídvég   | Růžice kompasu |
| Růžice kompasu | Molnaszecsőd  | Egyházashollós   |              | Růžice kompasu |